# Балтійська і міжнародна морська рада
Балтійська і міжнародна морська рада, БІМКО (англ. Baltic and International Maritime Council, BIMCO) — найбільша в світі міжнародна неурядова організація у секторі судноплавства.

## Історія створення
1905р. — з ініціативи судновласників з Великої Британії, Бельгії, Німеччини, Данії, Голландії, Норвегії, Італії, Фінляндії, Росії, Швеції створюється
Балтійська і Беломорська морська конференція.
Метою створення Конференції було вироблення узгодженої практики і політики у трамповому судноплавстві, координування ставок фрахту за вантажоперевезення з Швеції, Німеччини, Росії.
1927р. — після приєднання до Конференції судновласників з інших регіонів, враховуючи США, приймається рішення змінити назву на Балтійську і міжнародну морську конференцію.
1985р. — Конференція стає Балтійською і міжнародною морською радою.
Штаб-квартира БІМКО розташована у Копенгагені, а статус Організації визначається датським законодавством.

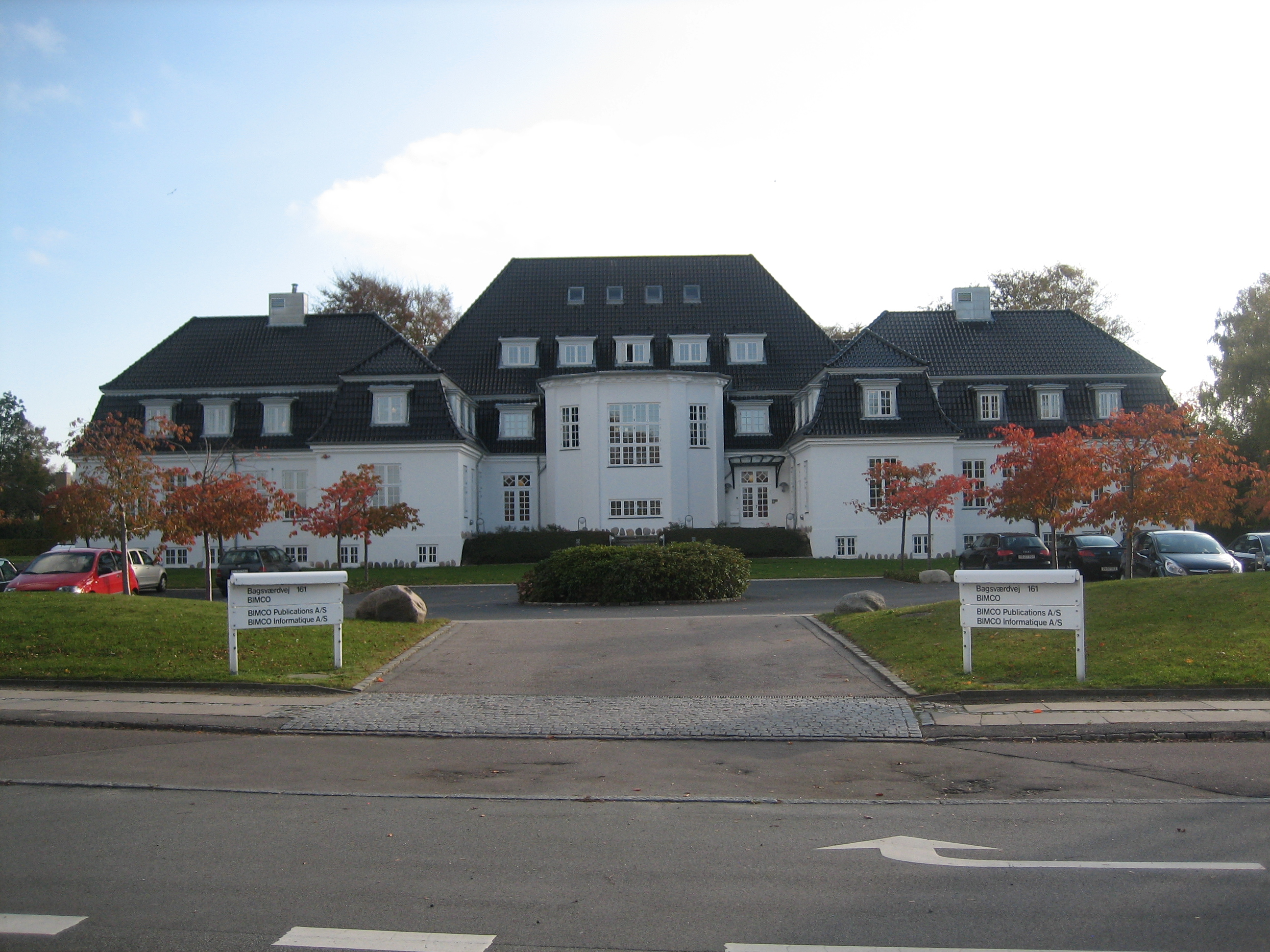
Штаб-квартира БІМКО

## Роль і функції
Головна роль БІМКО полягає у сприянні проведенню комерційних операцій членами Організації, шляхом розробки освітніх програм, стандартних договорів і положень, надання якісної спеціалізованої інформації, консультацій.
До функцій, що виконує БІМКО можна віднести:
– сприяння справедливій діловій практиці вільної торгівлі, відкритому доступу до ринків, узгодженню та стандартизації всієї діяльності, пов'язаної з транспортуванням вантажів;
– розробка, перегляд, уніфікація транспортних документів, типових договорів, проформ чартерів, положень;
– погодження та видання різної товаророзпорядчої документації, якою користуються судновласники;
– підвищення майстерності, кваліфікації фахівців судноплавної галузі через свої освітні програми;
– надання інформації, що має відношення до комерційного судноплавства, включаючи інформацію про випадки недобросовісної комерції;
– бере активну участь у всіх подіях, що сприяють підвищенню узгодженості, які допомагають підтримувати конкуренцію в рамках міжнародного судноплавства.
– співпрацювання з галузевими організаціями, що діють відповідно до інтересів міжнародних торгових судноплавних компаній.

## Діяльність

### У галузі морської освіти
БІМКО організовує різні курси по всьому світу для учасників, незалежно від їх членства в Організації. Галузеві експерти направляють бажаючих на відповідні курси з актуальних тем. БІМКО пропонує ряд «живих» курсів (майстер-класів, семінарів, шкіл судноплавства), курсів електронного навчання протягом всього року.
- Літня школа судноплавства (Summer Shipping School)

Курс проводився вперше в липні 2002 р. Зараз це щорічна подія, що відбувається у Копенгагені протягом тижня у червні або липні. Курс поєднує в собі семінари та лекції, які надають учасникам глибокі знання комерційних аспектів морських перевезень, розуміння проблем галузі, способів їх вирішення. Курс спрямований на залучення молодих людей з усього світу, що мають недостатні знання у судноплавній галузі. Освітній курс є відмінним способом отримання безцінних ділових контактів, дружніх зв'язків за допомогою семінарів, громадської діяльності, дискусій. Подібний курс проводиться на Далекому Сході і відомий як «BIMCO Asia Shipping School».
- Майстер класи

Майстер-класи включають шість модульних семінарів, присвячених ключовим аспектам морської торгівлі: сталійний час суховантажних суден і танкерів, коносаменти, тайм-чартер, агентства з продажу і закупівель. Семінари надають учасникам основну інформацію про принципи роботи і недоліки кожної системи. Семінари призначені учасникам, які мають певний досвід роботи в судноплавної галузі, що бажають розширити свої знання в цій індустрії. Семінарські заняття добре підходять для навчання фахівців, які приймають рішення на основі сучасної комерційної практики.

## Члени
Членами Балтійської і міжнародної морської ради є 2200 учасників по всьому світу, що мають інтереси в морському бізнесі: судновласники, оператори, менеджери, брокери, агенти, Клуби взаємного страхування, яким надається розширений спектр послуг глобального членства.